# Болгери
Бо́лгери (итал. Bolgheri) — винодельческий субрегион (аппелласьон) категории DOC в Тоскане, на побережье Тирренского моря, южнее Ливорно. Имеет собственную (отличную от общетосканской) классификацию.
В ассортимент вин Болгери входят:
- белые вина из винограда сортов треббьяно, верментино и совиньон блан
- красные вина из винограда сортов санджовезе, каберне совиньон и мерло
- красное выдержанное вино из сортов каберне совиньон и каберне фран

Кроме вышеуказанных сортов, в Болгери выращивают также виноград сира, пти вердо и вионье.
Известные винодельческие хозяйства в Болгери:
- Тенута дель Орнеллайя
- Тенута Сан Гуидо — производитель вина «Сассикайя»[1]
- КаМарканда (Ca’Marcanda), принадлежащее семейной фирме Гайя (производит вина и граппу)
- Тенута Гуадо аль Тассо (Tenuta Guado Al Tasso), принадлежащее семейной фирме Антинори
- Тенута Арджентьера (Tenuta Argentiera)
- Тенута Морайя (Tenuta Moraia)
- Поджо аль Тезоро (Poggio al Tesoro)
- Гуиччардини Строцци (Guicciardini Strozzi)
- Ле Маккиоле (Le Macchiole)
- Микеле Сатта (Michele Satta)
- Чералти (Ceralti)